# European Challenge Cup 2002/03
Der European Challenge Cup 2002/03 war die siebte Ausgabe des European Challenge Cup, des zweitrangigen europäischen Pokalwettbewerbs im Rugby Union. Es waren 32 Mannschaften aus sieben Ländern beteiligt. Der Wettbewerb begann am 11. Oktober 2002, das Finale fand am 25. Mai 2003 im Madejski Stadium in Reading statt. Den Titel gewann das englische Team London Wasps.

## Modus
Alle Mannschaften der englischen Zurich Premiership, der französischen Top 14, der internationalen Celtic League und der italienischen Super 10, die sich nicht für den Heineken Cup qualifiziert hatten, nahmen am European Challenge Cup teil. Hinzu kamen zwei Mannschaften der spanischen División de Honor de Rugby und ein Vertreter Rumäniens.
Im Gegensatz zu den früheren Ausgaben wurde der Wettbewerb im K.-o.-Format ausgetragen. Die Mannschaften trafen in einem Heim- und einem Auswärtsspiel gegeneinander an, wobei das Team mit dem besseren Gesamtergebnis in die nächste Runde einzog. Das Finale umfasste ein einziges Entscheidungsspiel.

## Spiele

### 1. Runde
- Hinspiele: vom 11. bis 13. Oktober 2002
- Rückspiele: vom 18. bis 20. Oktober 2002
- Teilnehmer: 32

|                        | Gesamt |                            | Hinspiel | Rückspiel |
| ---------------------- | ------ | -------------------------- | -------- | --------- |
| Gran Parma             | 22:097 | Bath Rugby                 | 03:40    | 19:057    |
| Ebbw Vale RFC          | 36:045 | US Montauban               | 20:16    | 16:029    |
| Caerphilly RFC         | 47:104 | Harlequins                 | 20:73    | 27:031    |
| CS Dinamo București    | 11:238 | Saracens                   | 11:87    | 00:151    |
| Rugby Roma             | 26:143 | Pontypridd RFC             | 18:60    | 08:083    |
| Benetton Rugby Treviso | 55:026 | Castres Olympique          | 22:09    | 33:017    |
| L’Aquila Rugby         | 19:133 | US Colomiers               | 14:58    | 05:075    |
| Petrarca Padova Rugby  | 36:081 | Leeds Tykes                | 23:29    | 13:052    |
| UC Madrid              | 37:150 | Border Reivers             | 22:73    | 15:077    |
| Moraleja Alcobendas RU | 46:070 | CA Bordeaux-Bègles Gironde | 31:37    | 15:033    |
| Rugby Parma            | 24:082 | London Wasps               | 24:40    | 00:042    |
| FC Grenoble            | 29:052 | Newcastle Falcons          | 12:19    | 17:033    |
| Stade Montois          | 41:073 | Connacht Rugby             | 12:26    | 29:047    |
| Section Paloise        | 27:033 | Bridgend RFC               | 18:06    | 09:027    |
| Rugby Rovigo           | 26:145 | Stade Français             | 06:64    | 20:081    |
| Rugby Silea            | 37:075 | RC Narbonne                | 23:34    | 14:041    |

### 2. Runde
- Hinspiele: vom 6. bis 8. Dezember 2002
- Rückspiele: vom 13. bis 15. Dezember 2002
- Teilnehmer: 16

|                        | Gesamt |                            | Hinspiel | Rückspiel |
| ---------------------- | ------ | -------------------------- | -------- | --------- |
| Bridgend RFC           | 38:64  | Bath Rugby                 | 28:26    | 10:38     |
| Benetton Rugby Treviso | 32:43  | Newcastle Falcons          | 27:08    | 05:35     |
| Harlequins             | 12:55  | Stade Français             | 00:26    | 12:29     |
| Pontypridd RFC         | 56:42  | Leeds Tykes                | 37:23    | 19:19     |
| US Montauban           | 31:22  | Border Reivers             | 19:16    | 12:06     |
| RC Narbonne            | 49:50  | Connacht Rugby             | 42:27    | 07:23     |
| London Wasps           | 72:29  | CA Bordeaux-Bègles Gironde | 43:06    | 29:23     |
| Saracens               | 46:25  | US Colomiers               | 16:06    | 30:19     |

### Viertelfinale
Hinspiele
| 11. Januar 2003 17:30 WEZ | Connacht Rugby | 30 : 35 | Pontypridd RFC | Dubarry Park, Athlone Zuschauer: 6.000 |
| 11. Januar 2003 17:30 WEZ |                |         |                | Dubarry Park, Athlone Zuschauer: 6.000 |

| 11. Januar 2003 19:30 MEZ | US Montauban | 27 : 24 | Bath Rugby | Stade Sapiac, Montauban Zuschauer: 6.000 |
| 11. Januar 2003 19:30 MEZ |              |         |            | Stade Sapiac, Montauban Zuschauer: 6.000 |

| 12. Januar 2003 13:45 WEZ | London Wasps | 35 : 22 | Stade Français | Adams Park, High Wycombe Zuschauer: 5.269 |
| 12. Januar 2003 13:45 WEZ |              |         |                | Adams Park, High Wycombe Zuschauer: 5.269 |

| 12. Januar 2003 15:00 WEZ | Saracens | 31 : 10 | Newcastle Falcons | Vicarage Road, Watford Zuschauer: 3.857 |
| 12. Januar 2003 15:00 WEZ |          |         |                   | Vicarage Road, Watford Zuschauer: 3.857 |

Rückspiele
| 18. Januar 2003 14:15 WEZ | Bath Rugby | 24 : 18 | US Montauban | Recreation Ground, Bath Zuschauer: 6.200 |
| 18. Januar 2003 14:15 WEZ |            |         |              | Recreation Ground, Bath Zuschauer: 6.200 |

| 18. Januar 2003 17:30 WEZ | Pontypridd RFC | 12 : 9 | Connacht Rugby | Sardis Road, Pontypridd Zuschauer: 6.000 |
| 18. Januar 2003 17:30 WEZ |                |        |                | Sardis Road, Pontypridd Zuschauer: 6.000 |

| 18. Januar 2003 18:00 MEZ | Stade Français | 12 : 27 | London Wasps | Stade Jean-Bouin, Paris Zuschauer: 6.491 |
| 18. Januar 2003 18:00 MEZ |                |         |              | Stade Jean-Bouin, Paris Zuschauer: 6.491 |

| 19. Januar 2003 14:30 WEZ | Newcastle Falcons | 31 : 29 | Saracens | Kingston Park, Newcastle upon Tyne Zuschauer: 2.439 |
| 19. Januar 2003 14:30 WEZ |                   |         |          | Kingston Park, Newcastle upon Tyne Zuschauer: 2.439 |

### Halbfinale
Hinspiele
| 12. April 2003 17:30 WESZ | London Wasps | 34 : 19 | Pontypridd RFC | Adams Park, High Wycombe Zuschauer: 7.776 |
| 12. April 2003 17:30 WESZ |              |         |                | Adams Park, High Wycombe Zuschauer: 7.776 |

| 13. April 2003 15:00 WESZ | Saracens | 38 : 30 | Bath Rugby | Vicarage Road, Watford Zuschauer: 6.482 |
| 13. April 2003 15:00 WESZ |          |         |            | Vicarage Road, Watford Zuschauer: 6.482 |

Rückspiele
| 25. April 2003 19:05 WESZ | Pontypridd RFC | 17 : 27 | London Wasps | Sardis Road, Pontypridd Zuschauer: 6.500 |
| 25. April 2003 19:05 WESZ |                |         |              | Sardis Road, Pontypridd Zuschauer: 6.500 |

| 26. April 2003 14:15 WESZ | Bath Rugby | 27 : 19 | Saracens | Recreation Ground, Bath Zuschauer: 8.200 |
| 26. April 2003 14:15 WESZ |            |         |          | Recreation Ground, Bath Zuschauer: 8.200 |

Die beiden Spiele zwischen Bath und den Saracens endeten mit einem Gesamtergebnis von 57:57; aufgrund der höheren Anzahl Versuche (6:5) qualifizierte sich Bath für das Finale.

### Finale
| 25. Mai 2003 15:45 WESZ | Bath Rugby                                                                                                | 26 : 27         | London Wasps                                                                                 | Madejski Stadium, Reading Zuschauer: 18.074 Schiedsrichter: Nigel Williams (Wales) |
| 25. Mai 2003 15:45 WESZ | Versuche: Balshaw Barkley Tindall Scaysbrook Erhöhungen: Balshaw (1) Barkley (1) Straftritte: Barkley (2) | (24:13) Bericht | Versuche: Lewsey Waters Wood Greening Logan Leota Erhöhungen: King (6) Straftritte: King (2) | Madejski Stadium, Reading Zuschauer: 18.074 Schiedsrichter: Nigel Williams (Wales) |